# North Knife River
Der North Knife River ist ein Zufluss der Hudson Bay in der kanadischen Provinz Manitoba.
Der North Knife River entspringt westlich des North Knife Lake.
Er fließt anfangs in südöstlicher Richtung zum Knifehead Lake. Er wendet sich dann nach Norden, durchfließt den North Knife Lake in nördlicher Richtung, wendet sich dann aber nach Osten und verläuft parallel zum nördlich fließenden Seal River. Schließlich wendet sich der North Knife River nach Nordosten und erreicht 25 km nordwestlich von Churchill das Mündungsdelta an der Westküste der Hudson Bay, in welches auch der von Süden kommende South Knife River strömt.
Es werden längere Kanutouren am relativ abgelegenen und langen Flusslauf des North Knife River angeboten.